# Santa Maria della Pace
Santa Maria della Pace är en kyrkobyggnad och titelkyrka i Rom, helgad åt Jungfru Maria. Kyrkan är belägen vid Piazza di Santa Maria della Pace i Rione Ponte och tillhör församlingen San Salvatore in Lauro.

## Historia
Den nuvarande kyrkan uppfördes 1482 på platsen för en tidigare kyrka, Sant'Andrea de Aquarizariis. Påve Sixtus IV uppdrog åt arkitekten Baccio Pontelli att rita en kyrka som skulle hysa en mirakulös Maria-bild.
Pietro da Cortona fick år 1656 av Alexander VII i uppgift att rita en ny fasad och systematisera torget (piazzan) framför denna. Pietro laborerar i fasadprogrammet med konvexa och konkava former på liknande sätt som han uppvisade i en av sina tidigare kyrkor, Santi Luca e Martina.
Den intilliggande klostergården ritades av Donato Bramante och uppfördes 1500–1504. Frisen bär följande inskription:

## Bilder
| - Plan över klostergården och kyrkan. - Cappella Chigi. I mitten högreliefen Korsnedtagandet av Cosimo Fancelli. Denna flankeras av skulpturerna Den helige Bernardinus av Siena av Antonio Raggi och Den heliga Katarina av Siena av Cosimo Fancelli. - Cappella Cesi. Gravmonument över Francesca Carduli Cesi av Vincenzo de' Rossi. - Klostergården. |